# Стрілковецька сільська рада
Стрілкове́цька сільська́ ра́да — колишня адміністративно-територіальна одиниця та орган місцевого самоврядування в Борщівському районі Тернопільської області. Адміністративний центр — с. Стрілківці.

## Загальні відомості
- Територія ради: 5,257 км²
- Населення ради: 1 035 осіб (станом на 2001 рік)
- Територією ради протікає річка Нічлава

30 червня 2016 р. увійшла до складу Борщівської міської ради.

## Населені пункти
Сільській раді були підпорядковані населені пункти:
- с. Стрілківці

## Населення
Згідно з переписом УРСР 1989 року чисельність наявного населення сільської ради становила 3197 осіб, з яких 1417 чоловіків та 1780 жінок.
За переписом населення України 2001 року в сільській раді мешкали 1023 особи.

### Мова
Розподіл населення за рідною мовою за даними перепису 2001 року:
| Мова       | Відсоток |
| ---------- | -------- |
| українська | 99,32 %  |
| російська  | 0,58 %   |
| вірменська | 0,10 %   |

## Склад ради
Рада складається з 16 депутатів та голови.
- Голова ради:
- Секретар ради: Глубіш Оксана Михайлівна

### Керівний склад попередніх скликань
| Прізвище, ім'я, по батькові | Основні відомості                                    | Дата обрання | Дата звільнення |
| --------------------------- | ---------------------------------------------------- | ------------ | --------------- |
| Стефішин Ольга Іванівна     | Сільський голова, 1958 року народження, позапартійна | 26.03.2006   | 31.10.2010      |

Примітка: таблиця складена за даними сайту Верховної Ради України

### Депутати
За результатами місцевих виборів 2010 року депутатами ради стали:

#### За суб'єктами висування
| Суб'єкт висування | Кількість обраних депутатів | %   |
| ----------------- | --------------------------- | --- |
| Самовисування     | 16                          | 100 |

#### За округами
| № округу | Прізвище, ім'я, по батькові    | Дата визнання обраним | Освіта  | Партійна приналежність | Відомості про обраного депутата                        |
| -------- | ------------------------------ | --------------------- | ------- | ---------------------- | ------------------------------------------------------ |
| 1        | Дараманчук Віктор Іванович     | 01.11.2010            | вища    | позапартійний          | приватний підприємець                                  |
| 2        | Івасюк Тетяна Олегівна         | 01.11.2010            | вища    | позапартійна           | Стрілковецька загальноосвітня школа І-ІІІ ст., вчитель |
| 3        | Задворний Володимир Петрович   | 01.11.2010            | середня | позапартійний          | тимчасово не працює                                    |
| 4        | Лисовська Зоряна Іванівна      | 01.11.2010            | вища    | позапартійна           | Пищатинський НВК, вчитель                              |
| 5        | Джаман Галина Іванівна         | 01.11.2010            | середня | позапартійна           | Магазин «Теко», продавець                              |
| 6        | Ожогань Руслан Володимирович   | 01.11.2010            | середня | позапартійний          | тимчасово не працює                                    |
| 7        | Гаразда Надія Василівна        | 01.11.2010            | середня | позапартійна           | тимчасово не працює                                    |
| 8        | Василів Любов Петрівна         | 01.11.2010            | середня | позапартійна           | Дит.садок"Малятко", завідувачка                        |
| 9        | Капуста Іван Іванович          | 01.11.2010            | середня | позапартійний          | пенсіонер                                              |
| 10       | Матлак Володимир Дмитрович     | 01.11.2010            | середня | позапартійний          | тимчасово не працює                                    |
| 11       | Петровський Володимир Іванович | 01.11.2010            | середня | позапартійний          | студент                                                |
| 12       | Стецько Марія Іванівна         | 01.11.2010            | середня | позапартійна           | ТзОВ «Золота нива», бухгалтер                          |
| 13       | Гаразда Леонід Казимирович     | 01.11.2010            | середня | позапартійний          | тимчасово не працює                                    |
| 14       | Калинчук Людмила Ярославівна   | 01.11.2010            | середня | позапартійна           | приватне підприємство                                  |
| 15       | Глубіш Оксана Михайлівна       | 01.11.2010            | середня | позапартійна           | Стрілковецька с/рада, секретар                         |
| 16       | Лукаш Ольга Іванівна           | 01.11.2010            | вища    | позапартійна           | КС «НароднаСкарбниця», касир                           |